# Большой Будда в Наре
Большой Будда в Наре (яп. 奈良の大仏, ならのだいぶつ, «нара-но дайбуцу») — 15-метровая бронзовая статуя сидящего будды Вайрочана в главном зале монастыря Тодайдзи города Нара, Япония. В исторической и буддийской литературе известна как Сидячий будда Вайрочана (盧舎那仏坐像, るしゃなぶつざぞう).
Строительство статуи началось в 745 году по приказу императора Сёму и завершилось в 752 году. В этом же году индийский буддийский монах Бодхисена провёл церемонию освящения статуи. За всю историю она неоднократно ломалась и ремонтировалась. Аутентичными частями статуи являются сидение, живот и часть пальцев; остальные — реставрации Средневековья и Нового времени.
Статуя зарегистрирована как Национальное сокровище Японии под названием «Бронзовая статуя сидящего Будды Вайрочана» (銅造盧舎那仏坐像).